# Stanislav Smirnov
Pour les articles homonymes, voir Smirnov.
Stanislav Konstantinovitch Smirnov (en russe : Станислав Смирнов) est un mathématicien russe, né le 3 septembre 1970 à Leningrad.
Il est lauréat de la médaille Fields en 2010.

## Biographie
Dans sa jeunesse, il étudie à l'école no 239 de Leningrad (une école spécialisée en physique et mathématiques, qui a aussi formé, par exemple, Grigori Perelman ou Yuri Matiyasevich). Il obtient deux médailles d'or pour l'URSS aux Olympiades internationales de mathématiques, en 1986 et 1987, chaque fois avec un score maximal de 42 points. 
Il devient par la suite professeur à l'université de Genève et obtient, en 2010, une médaille Fields. Ses travaux ont notamment permis de démontrer la conjecture énoncée par Benoît Mandelbrot selon laquelle la dimension de Hausdorff du bord de l'adhérence de la plus grande composante connexe du complémentaire de la trajectoire du mouvement brownien en deux dimensions dans un disque est égale à 4/3.
En 2012, il reçoit le titre de docteur honoris causa de l'Université Joseph-Fourier - Grenoble 1.
Il dirige en outre la thèse de Hugo Duminil-Copin, qui obtiendra à son tour la médaille Fields en 2022 pour ses travaux sur des modèles de particules en interaction.

## Prix et récompenses
- 2010 : médaille Fields
- 2004 : Prix de la European Mathematical Society[3]
- 2002 : Prix Rollo Davidson
- 2001 : lauréat du Clay Research Award.
- 2001 : Prix Salem, conjointement avec Oded Schramm
- 2001 : le Göran Gustafsson Research Prize (es)
- 1997 : Prix de la St. Petersburg Mathematical Society (en)
- En 1986 et 1987 il est classé premier et reçoit par deux fois la médaille d'or avec des scores parfaits aux Olympiades internationales de mathématiques[4]